# فیروزبهرام
فیروزبهرام، روستایی از توابع بخش چهاردانگه شهرستان اسلامشهر در استان تهران است. ناصرالدین شاه با صدور فرمانی فیروزبهرام را همراه با سعدآباد شمیران به یکی از خواجگان حرم به نام سرور خان اعتماد حرم بخشید اما پس از مرگ ناصرالدین شاه، امین الدوله صدراعظم با این عنوان که فرمان ناصرالدین شاه ناقص بوده‌است، این املاک را از اعتماد حرم گرفت و به تصرف دولت درآورد. پس از مشروطیت، اعتماد حرم با شکایت به دادگاه، این املاک را پس گرفت و دولت مالکیت او را به رسمیت شناخت

## جمعیت
این روستا در دهستان فیروزبهرام قرار دارد و براساس سرشماری مرکز آمار ایران در سال ۱۳۸۵، جمعیت آن ۱٬۸۴۱ نفر (۴۸۷خانوار) بوده‌است.